# A Bomba
A Bomba é um filme português de 2001 do realizador Leonel Vieira, que varia entre comédia e acção.

## Sinopse
Quando dois vendedores de lâmpadas afrodisíacas são confundidos com filhos de empresários brasileiros, eles são raptados e amarrados num local isolado. Enquanto que os raptores se matam entre eles, os reféns acabam em perigo de vida à mercê de uma bomba relógio frente a eles.

## Elenco
- Diogo Infante[4] - Miguel
- António Melo - Pedro
- Fernanda Serrano[4] - Andreia
- Maria d'Aires - Empregada
- Henrique Viana - Director da polícia
- Ana Bustorff - Ágata
- Cristina Carvalhal - Esposa de Pedro
- Filipe Ferrer - Presidente de Portugal
- Luís Pavão - Primeiro-ministro
- Adriano Luz - Terrorista 1
- Miguel Melo - Terrorista 3
- Joaquim Nicolau - Terrorista 4
- Duda Guennes - Presidente do Brasil
- Camacho Costa - Pai de Miguel
- Ilda Roquete - Mãe de Miguel
- Pompeu José